# 620

620(육백이십)은 619보다 크고 621보다 작은 자연수다.

## 수학
- 합성수로, 그 약수는 총 12개다. (1, 2, 4, 5, 10, 20, 31, 62, 124, 155, 310, 620)
  - 620의 진약수의 합은 724이므로, 620은 과잉수다.
- {\displaystyle 620=61+67+71+73+79+83+89+97}
  - 연속하는 소수(素數) 8개의 합으로 나타낼 수 있으며, 이 성질을 지닌 앞의 수는 582, 다음 수는 660이다.
- {\displaystyle 620=10^{2}+14^{2}+18^{2}}
  - 공차가 4인 세 자연수의 제곱합으로 나타낼 수 있는 수다. 이 성질을 지닌 앞의 수는 539, 다음 수는 707이다.
- {\displaystyle 620=5^{2}+6^{2}+7^{2}+8^{2}+9^{2}+10^{2}+11^{2}+12^{2}}
  - 연속하는 자연수 8개의 제곱합으로 나타낼 수 있으며, 이 성질을 지닌 앞의 수는 492, 다음 수는 764다.
- {\displaystyle 620=5^{4}-5^{1}}
- {\displaystyle 61^{2}-1}은 620으로 나누어떨어진다.

## 교통

### 철도
- 서울 지하철 6호선 마포구청역의 역번호.

### 도로
- 아우토반 620호선(독일어판, 영어판): 자를란트주 내를 관통하는 독일의 고속도로.
- 현도 제620호선

## 군사
- U-620(영어판): 제2차 세계 대전에 사용된 나치 독일의 군용 잠수함.

## 문화유산
- 대한민국의 보물 제620호: 천마총 유리잔

## 기타
- 날짜: 6월 20일
- 연도: 620년, 기원전 620년
- 620년대
- 한국십진분류법에서 조각 및 조형미술에 관한 책들이 분류되는 번호.